# Bimota BB3
La Bimota BB3 è una motocicletta costruita dalla casa motociclistica italiana Bimota dal 2013 al 2017.

## Descrizione
Anticipata dal prototipo BB2 che ha esordito ad EICMA nel 2012, la moto in veste definitiva è stata presentata in anteprima sempre ad EICMA agli inizi di novembre 2013. Il motore a quattro cilindri in linea a quattro tempi è derivato direttamente da quello montato sulla BMW S1000RR, attraverso un accordo di fornitura tra il costruttore italiano e quello tedesco. Sviluppa 193 CV a 13000 giri/min e una coppia di 11,2 mkg a 9750 giri/min. Questo motore, che ha anche funzione strutturale, è circondato da un telaio la cui costruzione è identica a quella della Bimota DB8, ovvero un traliccio tubolare in lega di acciaio sulla parte anteriore collegato lateralmente a due piastre in lega d'alluminio. La frenata è assicurata da un sistema fornito dalla Brembo, grazie a due dischi da 320 mm di diametro all'anteriore morsi da pinze radiali a quattro pistoncini e un disco da 220 mm di diametro al posteriore coadiuvato da una pinza a doppio pistoncino, dotati entrambi di ABS. Sia la forcella telescopica rovesciata da 43 mm all'avantreno che il monoammortizzatore al retrotreno sono della Öhlins. I cerchi in alluminio forgiato sono della OZ Racing, mentre il sistema di scarico è realizzato dalla Arrow.
La moto è stata realizzata appositamente per poter ottenere omologazione da parte della FIM per l'impiego nelle competizioni motociclistiche, tra cui il campionato mondiale Superbike.
La casa riminese, che non era ancora riuscita a produrre il numero di esemplari della BB3 richiesti dalla Federazione Motociclistica Internazionale, è stata ammessa "con riserva" al campionato mondiale Superbike del 2014.
Una modifica regolamentare successiva all'avvio della stagione, infatti, ha modificato il numero di esemplari da produrre per raggiungere l'omologazione e le relative scadenze, nell'ottica di favorire l'ingresso di nuovi costruttori, prevedendo (in una successiva modifica) anche l'ammissione "in deroga" per i modelli non ancora omologati, con relativa impossibilità di ottenere punti né per il costruttore né per i piloti fintanto che non si ottenga l'effettiva omologazione.
La Bimota non riesce però a produrre entro il tempo limite concesso dall'organizzatore il numero di motociclette di serie sufficienti per poter prendere punti nel mondiale. Per questo motivo, pur avendo preso parte a otto gran premi, per un totale di sedici gare, i risultati non vengono omologati.